# Racercykel

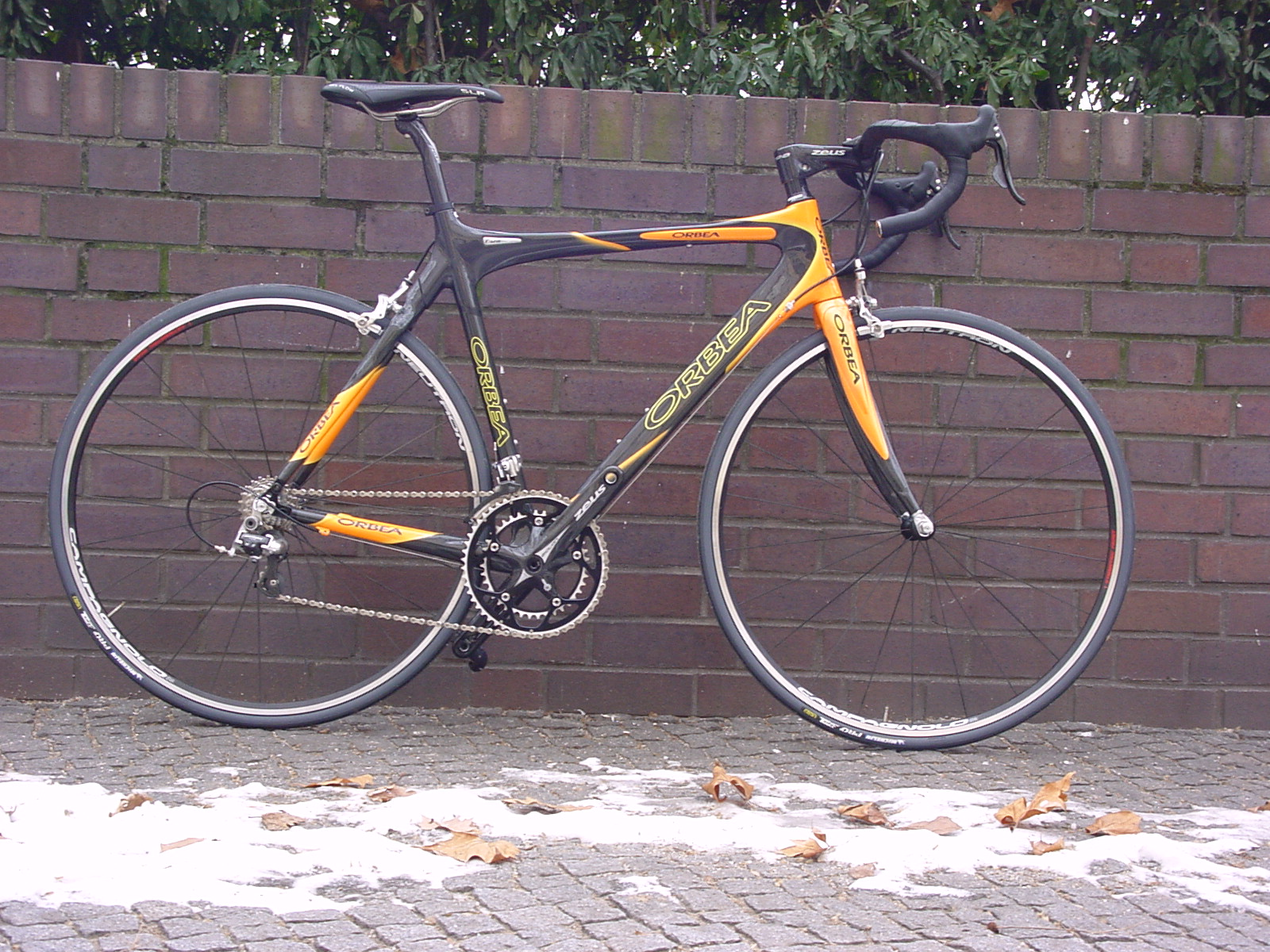
En racercykel med ram i kolfiber.

Racercykel (även landsvägscykel; tävlingscykel, sportcykel) är en cykel anpassad för tävling på landsväg. Den används också av motionärer. Ordet tävlingscykel kan även syfta på en mountainbike.

## Racercykelns delar
Racercykeln skiljer sig från en vanlig standardcykel genom antal växlar, den aerodynamiska sittställningen och låg vikt. Eftersom en racercykel är utvecklad för att användas inom tävling, ofta under flera timmar på backiga banor, har den ett flertal växlar för att kunna variera utväxling efter vägsträckans karaktär.

### Ram
Ramen har en geometri som tillsammans med racercykelns bockstyre ger cyklisten en hopkrupen och aerodynamisk position som minskar luftmotståndet jämfört med en mer upprätt sittställning. Professionella tävlingscyklister använder nästan uteslutande ramar av kolfiber för att vara så lätta som möjligt i backar. Cyklistens kroppsvikt och kondition förväntas redan vara optimal. För tävling är lägsta tillåtna cykelvikt 6,8 kg, av – enligt Internationella cykelorganisationen (UCI) – säkerhetsskäl.
Racercyklar i aluminium är fortfarande vanliga, men används främst bland icke-professionella tävlingscyklister och motionärer. Det finns också kombinationer där ramen är i aluminium och gaffeln är i kolfiber. 
En racerram ska vara styv och inte flexa i sidled när man trampar, för att inte förlora energi.

### Pedaler och skor

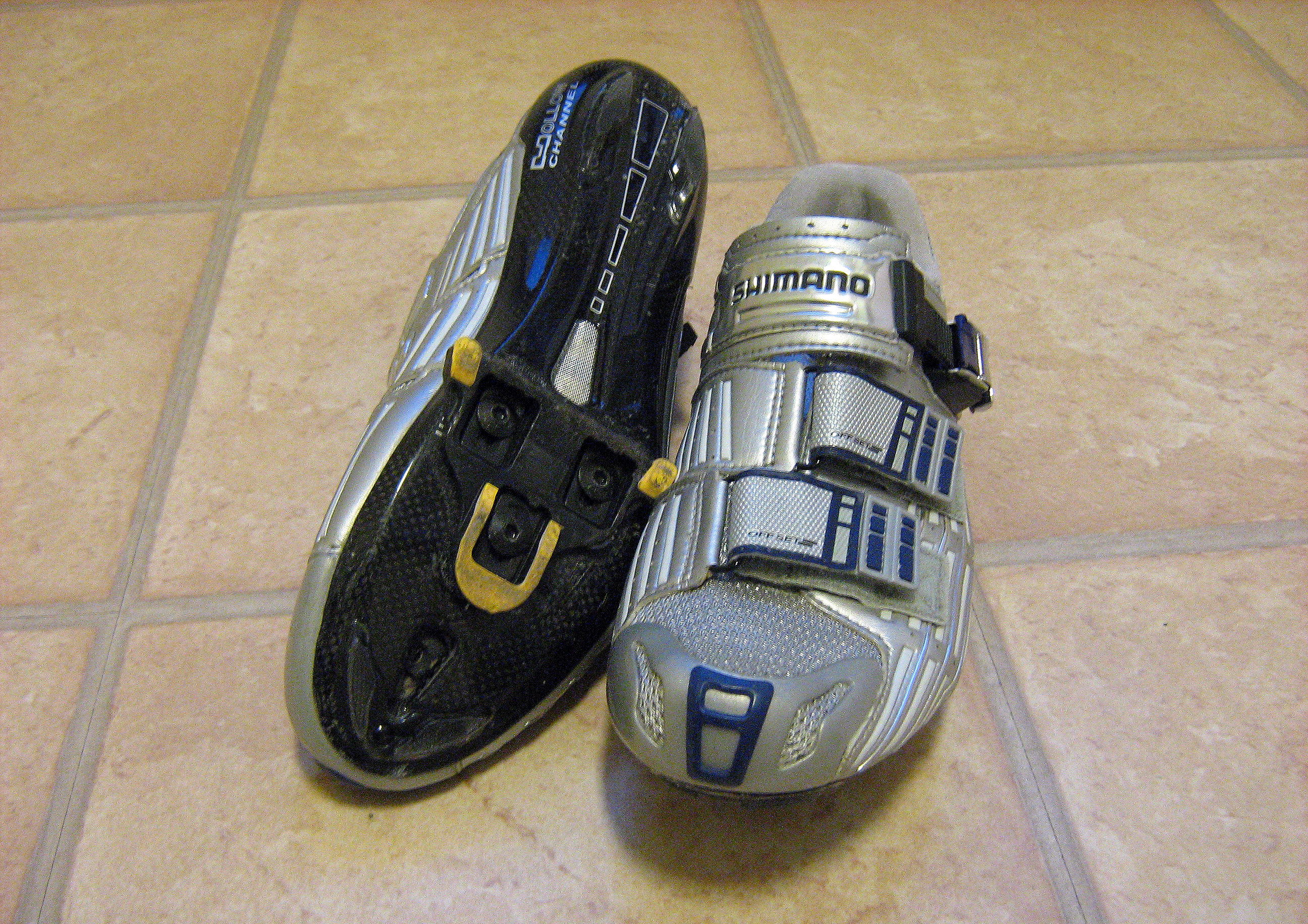
Cykelskor med Shimano SPD-SL

En cyklist strävar efter att vara så energieffektiv som möjligt och fokuserar mycket på att få ett bra så kallat rundtramp. Cyklisten ska inte bara trampa nedåt, utan längs med hela cirkelrörelsen, vilket gör att man också behöver trampa uppåt. En racercykel har därför särskilda pedaler och skor som klickar fast i varandra och gör att man kan trampa med kraft uppåt. Före 1980-talet, då företaget Look lanserade denna teknik, hade cyklar särskilda korgar på pedalen med spännen som gjorde att skon satt fast. Looks pedaler gjorde det möjligt att enkelt vrida på foten för att lossa skon från pedalen. Med korgarna var det svårare att komma loss och de nya pedalerna ansågs säkrare och mer komfortabla. Motionscyklar på gym använder däremot ofta korgar.
Sedan 1980-talet har det tillkommit fler pedaler som bygger på samma teknik som Look; Shimano SPD (och SPD-SL), Speedplay och Time till exempel.

### Komponenter
De komponenter som är cykelns så kallade drivpaket - växlar, vevar, pedaler och bromsar - brukar kallas komponentgrupp. Shimano, Campagnolo och Sram grupperar alla sina delar i olika nivåer. En stor skillnad ligger i materialvikten av komponenterna, men även hållbarheten och precisionen i växlingarna.
I början på 1990-talet lanserade Shimano ett system med möjligheten att både växla och bromsa med samma handtag. Systemet kallas Shimano Total Integration (STI) och ersatte det äldre systemet där växelspakar satt på ramens diagonalrör där cyklisten tvingades att släppa styret med ena handen för att växla. Både Campagnolo och Sram har tagit efter STI-systemet och fungerar i princip likadant.
Shimanos olika komponentgrupper är: Dura-Ace, Ultegra, 105, Tiagra och Sora. Campagnolo har: Super Record, Record, Chorus, Centaur, Veloco, Mirage och Xenon. Dura-Ace- och Super Record-gruppen är de dyraste, oftast lättaste grupperna och vanligast bland professionella cyklister.
Under 2009 lanserade Shimano Dura-Ace Di 2 med elektroniska växlar, som enligt dem ger mer precisa växlingar.

## Racercykelns historia i Sverige
Redan i cykelns begynnelse höll man olika typer av tävlingar mellan cyklister. Klubbildandet startade i dess kölvatten och tävlingar mellan klubbar började ta form i slutet av 1880-talet. Decenniet därpå ökade även intresset för tävlingar på internationell nivå. Utvecklingen som följde på dessa tävlingar resulterade i att de olika deltagarnas cykelmärke hamnade i fokus varvid flertalet tillverkare försökte utveckla sina egna renodlade racermodeller anpassade för tävling. Materialval och cyklistens kondition blev redan under 1880-talets slut en väsentlig del för en seger.
Den tekniska utvecklingen fick ordentlig fart under 1890-talet då tävlandet på bana och landsväg ökade markant. Störst utveckling fick den raskt populära landsvägsracern efter bland annat Mälaren Rundt som hölls 1892 och 1893. De svenska tillverkarna importerade eller egentillverkade snabbt de tekniska framsteg som eventuellt kunde ge cyklisten fördelar framför andra tävlande. Cyklarnas vikt kom snart i fokus och blev av intresse för den tävlingsintresserade allmänheten under 1890-talets slut. På grund av det höga priset på specialcykeln tillverkades billigare varianter för allmänheten, ibland kallad för träningsracer. Dessa var ofta inget annat än förklädda standardcyklar som befriats från de mest betungande detaljerna och utrustats med en del sportinfluerade komponenter, till exempel det nedbockade styret som mest symboliskt fick cykeln och cyklisten att se ut och känna sig sportig, utan att egentligen vara det.
Med regelverk begränsades den tekniska utvecklingen något under första decennierna av 1900-talet och först efter OS 1932 återupptog man en större, medveten, internationell influens där det nationella regelverket ständigt anpassades efter den internationella tekniska utvecklingen. De växlade landsvägscyklarnas intåg ökade avståndet till standardcykeln och olika materialval prövades ständigt vilket resulterade i att även den vanliga standardcykeln efter en tid fick se sig utrustad med olika delar och material tidigare enbart avsedda för tävlingscyklar.
Fram till 1940-talet var flera av de svenska cyklisterna även kända internationellt och det kan nämnas att Sverige med deras hjälp vann lagguldet OS 1912, silver OS 1920, brons 1924, 1928 och 1932. De mest namnkunniga är: Gustaf Fjaestad (Mälaren rundt 1892), Henrik Morén (Mälaren rundt 10 gånger 1902–1911; SM-sträcka från 1909), Erik Friborg (OS 1912), A.W. Persson (OS 1912 och 1920), Ragnar Malm (OS 1912, 1920 och 1924), Harry Stenqvist (OS 1920, individuellt guld), Gunnar Sköld (OS 1920 och 1924, samt VM 1921), Erik Bolihn (OS 1924, 6-dagars 1924 och 1926), Georg Johnsson (OS 1928) och Bernhard Britz (OS 1932). Inte att förglömma Sven "Svängis" Johansson, som framför allt var nationellt framgångsrik både före, under och efter andra världskriget.

### Svenska vinnarmärken
Vissa svenska märken lade ner stor energi på att hålla sig framme i målprotokollet. Av de mer kända svenska märkena som nått framgångar historiskt kan nämnas Nordstjernan under 1890-talet; Rambler och Hermes under 1900-talet; Hermes och Crescent under 1910-talet; Fram, Hermes och Crescent under 1920-talet; Fram, Nordstjernan, Union och Crescent under 1930-talet; medan 1945–1960 främst präglats av tävlingar mellan Crescent- och Monarkcyklister. Vissa större framgångar har ändå andra märken gjort såsom Svalan och Champion.

### Märkeskriget – Gula Crescent mot blåa Monark
Med enbart ett fåtal tävlingsinriktade tillverkare efter 1930-talet utkristalliserades ett A- och ett B-lag bland tillverkarna. Med Monarks intåg och en storsatsning på tävling efter andra världskriget skapades en mediekoncentration kring cykelmärken framför cyklisten, och det blev allt viktigare vilket cykelmärke som vann, till skillnad mot tidigare. Kampen – det så kallade Firmakriget – kom att under nära två decennier stå mellan de gula Crescentcyklisterna och de blå Monarkcyklisterna. Under denna tid fick racercykeln ett uppsving och antalet växlar ökade snabbt upp till de 10 det blev under denna tid.

### En modesak
Racercykeln ökade i popularitet under 1960-talet men det var mot slutet av 1970-talet som det återigen blev mode att se sportig ut. Cykeltillverkarna började sälja sportliknande standardcyklar med hjälp av det karaktäristiska bockstyret. De var inte sällan utrustade med pakethållare, skärmar, lås, belysning och ett flertal rostfria delar som saknade lättheten hos den utpräglade racercykeln. Trenden standardracer accelererade på 1980-talet och var allmänt förekommande hos alla märken. Allting vände däremot då den nya cykelmodellen mountainbike kom och på kort tid trängde ut standardracern under åren kring 1990.